# Sňatek bez domova
Sňatek bez domova (v originále Noce Blanche) je francouzský hraný film z roku 1989, který režíroval Jean-Claude Brisseau podle vlastního scénáře. Snímek měl světovou premiéru 8. listopadu 1989.

## Děj
Na střední škole v Saint-Étienne přichází 17letá Mathilde Tessier, známá svou častou absencí, pozdě na hodinu filozofie a není vpuštěna do třídy. Její učitel François Hainaut ji vidí krátce poté na autobusové zastávce, kde je dívce špatně. Odveze ji proto autem domů. Mathilde mu vysvětluje, že její rodiče nejsou doma: její matka po pokusu o sebevraždu je v nemocnici; její otec žije v Paříži.
Další den přichází Mathilde na hodinu filozofie a bez problémů celé třídě vysvětlí freudovské nevědomí. Učitel Hainaut je ohromen a během disciplinární rady zasáhne v její prospěch, aby mohla zůstat na škole ještě dva měsíce, do Velikonoc. Mathilde dokáže učiteli, že může být skvělá, ale nemá zájem o školní docházku.
Mathilde začne učitele svádět a mají spolu styk. Françoisova žena Catherine pochopí, že její manžel má vztah s jednou z jeho studentek. Během následujících týdnů Mathilde dosáhne značného pokroku ve všech předmětech a její vyloučení je zažehnáno. Během velikonočních prázdnin plánují François a Mathilde strávit spolu dva týdny, ale nový pokus o sebevraždu Mathildiny matky jí přinutí jít za ní do nemocnice. Před odjezdem se přizná Françoisovi, že její dva starší bratři byli drogoví dealeři a odešli do zahraničí. Mathilde sama užívala drogy a tři roky se prostituovala. Catherine opouští Françoise. Mathilda si však uvědomuje, že jejich láska je nemožná a oba milenci se rozcházejí.
Po prázdninách vztah mezi Mathilde a Françoisem propukne nanovo, ale je ve škole odhalen. Mathilde je okamžitě poslána do Paříže. Její matka zemře den po tomto incidentu. François Hainaut je převelen do Dunkerque. Catherine zůstane v Saint-Etienne.
O rok později kontaktuje Françoise policie v Dunkerque. Mathilde byla nalezena mrtvá nedaleko jeho domova. François zjistí, že si pronajala pokoj naproti střední škole, kde učí. Majitel pokoje, kde dívka bydlela, mu sdělí, že spáchala sebevraždu.

## Obsazení
| Vanessa Paradis  | Mathilde Tessier    |
| Bruno Cremer     | François Hainaut    |
| Ludmila Mikaël   | Catherine Hainaut   |
| Véronique Silver | výchovný poradce    |
| François Négret  | Carpentier          |
| Jean Dasté       | správce v Dunkerque |
| Philippe Tuin    | hlídač              |

## Ocenění
- César: nejslibnější herečka (Vanessa Paradis); nominace v kategoriích nejlepší filmový plakát (Dominique Bouchard) a nejlepší herečka ve vedlejší roli (Ludmila Mikaël)
- Cena Romy Schneider: Vanessa Paradis